# Cappella Rothko
La Cappella Rothko è una cappella aconfessionale situata a Houston, fondata da John e Dominique de Menil.
Lo spazio interno assolve non solo il compito di cappella, ma costituisce altresì un'importante opera d'arte moderna. Alle sue pareti vi sono 14 dipinti neri, con sfumature, realizzati dall'artista Mark Rothko. La forma dell'edificio, un ottagono iscritto in una croce greca, e il suo design sono stati ampiamente influenzati dall'artista.
La Cappella è diventata "il primo centro del mondo ampiamente ecumenico, un luogo sacro aperto a tutte le religioni, ma che non appartiene a nessuna. È diventato un centro per scambi culturali, religiosi e filosofici internazionali, per seminari e rappresentazioni, e insieme luogo di preghiera privata di individui di ogni fede".
Il 16 settembre 2000, la Cappella Rothko è stata inserita nel National Register of Historic Places.

## Storia
Nel 1964, John e Dominique de Menil (fondatori anche del vicino Menil Collection) commissionarono a Rothko la creazione di uno spazio per la meditazione adornato da suoi dipinti. Allorché fu data a Rothko licenza creativa per la progettazione dell'edificio, questi si scontrò con il progetto originale dell'architetto Philip Johnson. I piani conobbero molte revisioni e l'avvicendarsi di più architetti. Rothko continuò a lavorare prima con Howard Barnstone, poi con Eugene Aubry, ma in definitiva non visse a sufficienza per vedere il completamento della Cappella nel 1971. Dopo una lunga battaglia con la depressione, Rothko si suicidò nel suo studio di New York il 25 febbraio 1970.
Dal 1973 in avanti, la Cappella Rothko ha visto estendere il suo uso a centro per seminari finalizzati alla promozione della reciproca comprensione su argomenti che toccano la giustizia e la libertà in tutto il mondo. Il primo seminario ha riunito studiosi provenienti da Libano, Iran, India, Pakistan, Nigeria, Giappone, Italia, Stati Uniti e Canada.
Nel 1981 promosse il "Premio Cappella Rothko per l'impegno verso la Verità e la Libertà". Nel 1986, un secondo premio è stato istituito in onore e per testimoniare lo spirito di Oscar Romero, Arcivescovo di San Salvador, ucciso il 24 marzo 1980. Questi premi hanno avuto come destinatari sia individui che organizzazioni che, con grande rischio personale, denunciano violazioni dei diritti umani. Nel 1991, la Cappella ha festeggiato il proprio 20º anniversario con un premio congiunto con la Carter-Menil Human Rights Foundation, fondata nel 1986 con l'ex presidente Jimmy Carter. Nelson Mandela è stato il relatore principale e ha ricevuto il Premio speciale Cappella Rothko.
Nel 1999, la Cappella Rothko è stata chiusa per un radicale restauro. I dipinti avevano mostrato prematuri segni di invecchiamento, e i più grandi tra essi non potevano essere rimossi per i trattamenti conservativi. Nel 2000, la Cappella ha riaperto i battenti, dopo un restauro durato 18 mesi e del costo di 1,8 milioni di dollari, con le opere dell'artista restaurate.

## Architettura
La Cappella è un edificio costruito in mattoni, di forma ottagonale, con pareti a stucco grigio o rosa e un lucernario a luce diffusa. È arredata con otto semplici panche mobili. Sono disponibili libri di numerose religioni. Ogni anno è visitata da circa 55.000 persone.

## Opere
La Cappella è legata a diverse opere d'arte, oltre all'edificio stesso, riguardanti la pittura, la scultura e la musica.

### Pittura
Nella Cappella, sono disposti quattordici dipinti di Rothko. Tre delle pareti contengono dei trittici, mentre le altre cinque ospitano dipinti singoli. A partire dal 1964, Rothko iniziò a dipingere una serie di dipinti neri, che incorporavano altre sfumature scure ed effetti tramati. 
I de Menil commissionarono la Cappella a Rothko nel 1964. Dall'autunno del 1964 alla primavera del 1967, il pittore dipinse i quattordici grandi dipinti e quattro sostitutivi, che contenevano molte delle caratteristiche dei precedenti dipinti neri del 1964.

### Scultura

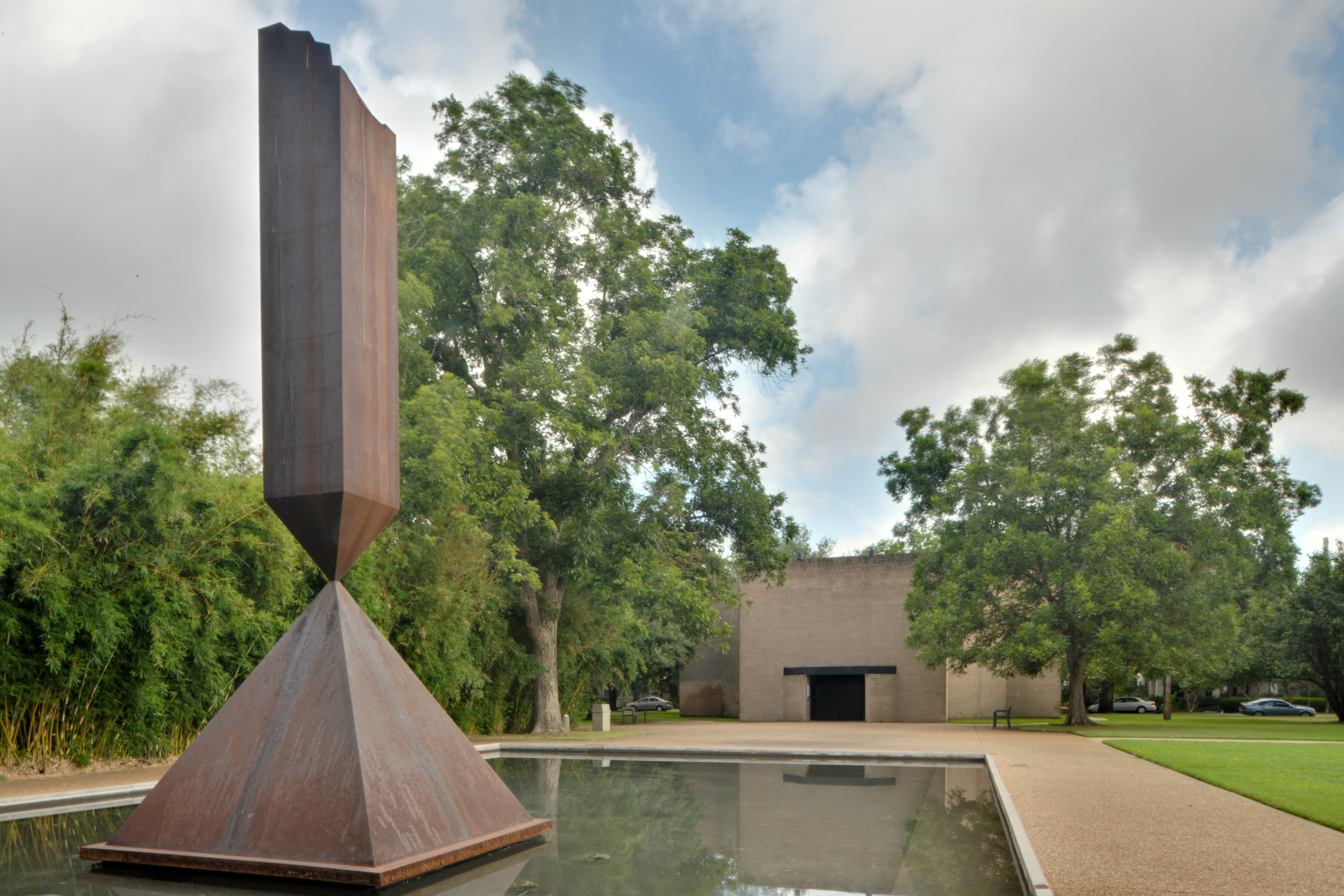
Barnett Newman, Broken Obelisk, 1970

Una caratteristica scultura di Barnett Newman, Broken Obelisk (1963-1967), si erge di fronte alla Cappella. La scultura è posizionata in una vasca, in cui vi si specchia, disegnata da Philip Johnson ed è stata dedicata allo scomparso Martin Luther King. La scultura originariamente si trovava a Washington ed era stata offerta dai de Menil alla città di Houston come memoriale per Martin Luther King jr. da porre davanti al municipio. Quest'ultimo rifiutò la donazione, e i de Menil allora donarono la scultura e i dipinti per iniziare la Cappella Rothko.

### Musica
Uno dei brani più conosciuti di Morton Feldman è stato ispirato e scritto per essere eseguito nella Cappella - anche questo è chiamato Rothko Chapel (1971). Il musicista Peter Gabriel ha intitolato una delle sue canzoni Fourteen Black Paintings dopo la sua esperienza nella Cappella.
Anche il cantante-cantautore indipendente David Dondero ha intitolato un'ode al sito Rothko Chapel (2007).

## Riconoscimenti
La Cappella ha ricevuto numerosi riconoscimenti, incluso il Premio per la Pace dalla The Houston Baha'í Community (1998), il Community Award dal Museum District Business Alliance (2000), il James L. Tucker Interfaith dai Ministeri Interreligiosi (2004), l'Urban Greenery Award dal Park People (2005) e i riconoscimenti dal Centro di Pace e Giustizia di Houston (2008).